# Attentato alla scuola di Brindisi
L'attentato alla scuola di Brindisi è stato un attentato terroristico verificatosi il 19 maggio 2012, quando una bomba artigianale esplose presso l'istituto professionale Francesca Morvillo Falcone di Brindisi, causando la morte di una studentessa e il ferimento di altre dieci persone.

## Storia
Intorno alle 7:45 del mattino della giornata di sabato 19 maggio 2012, si verificò un'esplosione davanti all’Istituto Tecnico Professionale “Francesca Morvillo Falcone” a Brindisi. A deflagrare fu una bomba artigianale, azionata a distanza con un telecomando, composta da tre bombole riempite di nitrato di sodio, carbone e zolfo e nascoste dietro a un cassonetto dei rifiuti posizionato vicino ai cancelli della scuola.
L'esplosione investì un gruppo di studenti appena scesi dall'autobus che proveniva dal vicino comune di Mesagne. La studentessa sedicenne Melissa Bassi fu travolta in pieno dalla potente onda d'urto, subendo terribili ferite e ustioni sul 90% del suo corpo, oltre alla perdita di un braccio: morì poco dopo l'arrivo in ospedale.
Veronica Capodieci, amica della vittima, fu ferita all'addome e al torace e fu ricoverata in gravissime condizioni all'ospedale di Lecce, ma sopravvisse. Altre cinque studentesse rimasero gravemente ferite da ustioni e lesioni causate dalle schegge; un'altra ragazza rischiò di perdere l'uso delle gambe. Cinque furono poi i feriti lievi.
Gli studenti che assistettero alla scena si precipitarono immediatamente ad aiutare le vittime prima dell'arrivo delle ambulanze e della polizia; le vittime giacevano a terra con capelli e vestiti bruciati, il muro della scuola vicino all'epicentro dell'esplosione mostrava un'estesa bruciatura e la strada era disseminata di detriti.

## Reazioni
Nelle prime ore dopo l'attentato circolò subito la voce secondo cui la bomba era opera della criminalità organizzata. Il sindaco di Brindisi Mimmo Consales dichiarò ai giornalisti che si fosse trattato di un attacco senza precedenti della Sacra corona unita, organizzazione criminale di stampo mafioso pugliese. Le prime indagini si orientarono in questa direzione e furono perquisite le abitazioni di noti pregiudicati del luogo. L'ipotesi sembrava trovare fondamento in alcune coincidenze: l'intitolazione dell'istituto a Francesca Morvillo, moglie del magistrato Giovanni Falcone; la ricorrenza, quattro giorni dopo, del diciannovesimo anniversario della strage di Capaci, in cui i coniugi Falcone erano stati uccisi da Cosa nostra insieme ai poliziotti della loro scorta; il giorno seguente Brindisi avrebbe ospitato una manifestazione nazionale contro la mafia organizzata dall'associazione Libera; in quel periodo erano stati compiuti numerosi arresti di mafiosi pugliesi; pochi giorni prima, proprio la Sacra corona unita aveva incendiato l'auto del presidente del movimento antimafia di Mesagne, lo stesso paese delle ragazze coinvolte. Per precauzione furono evacuate tutte le altre scuole della città. Alcuni giornali parlarono anche di un nuovo tentativo per riaprire la trattativa Stato-mafia o di una nuova strategia della tensione.
Il presidente del consiglio Mario Monti telefonò al sindaco di Brindisi dagli Stati Uniti, dove si trovava per il vertice dei Capi di Governo del G8, esprimendo solidarietà. Il governo ordinò tre giorni di lutto nazionale e sospese la "Notte dei Musei" che avrebbe dovuto svolgersi la sera del 19. Il comune di Roma fece proiettare le immagini di Giovanni Falcone e Paolo Borsellino sulla facciata del Campidoglio. Il ministro dell'Interno Annamaria Cancellieri si recò in Puglia per coordinare le indagini e parlò di "attentato di un'atrocità senza precedenti.". In tutta Italia si tennero sit-in di solidarietà per le vittime.

### Funerali di Stato

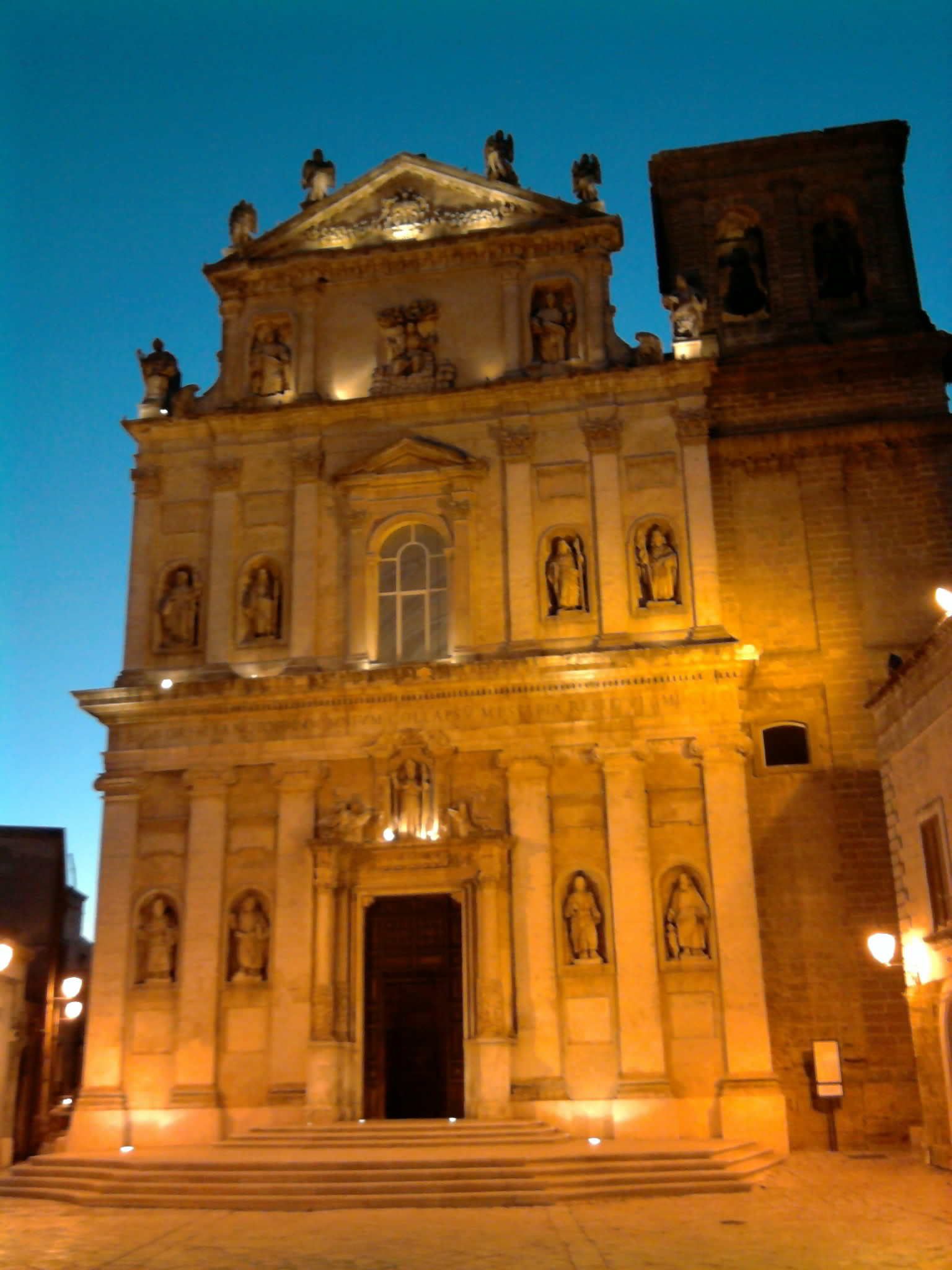
Chiesa Matrice di Mesagne

Il pomeriggio del 21 maggio, presso la Chiesa Matrice di Mesagne, si svolsero i solenni funerali di Stato di Melissa Bassi, trasmessi in diretta da Rai 2, alla presenza delle principali autorità politiche nazionali e locali, tra cui il presidente del Consiglio Mario Monti, il presidente della Camera dei Deputati Gianfranco Fini, i ministri Annamaria Cancellieri (Interno), Paola Severino (Giustizia) e Francesco Profumo (Istruzione), il governatore della Regione Puglia Nichi Vendola e i sindaci dei comuni di Brindisi e Mesagne.
Alla memoria di Melissa Bassi sono state poi intitolate scuole a Roma e Napoli, nonché l’aula di danza del Liceo Coreutico “E. Ferdinando” di Mesagne. A distanza di tredici anni dall'attacco terroristico, il 19 maggio 2025, la stessa scuola di Brindisi dove si è verificato l'attentato è stata rinominata "Francesca Morvillo Falcone - Melissa Bassi".

## Indagini
Nel giro di pochi giorni emerse con chiarezza che la Sacra corona unita non era in realtà coinvolta nell'attentato. Le registrazioni delle telecamere della videosorveglianza di un’attività di fronte alla scuola, acquisite dalla Procura della Repubblica, permisero di comprendere che si trattava dell'opera di un singolo soggetto che aveva agito per motivazioni personali, scollegato da qualsiasi organizzazione: Giovanni Vantaggiato, 68 anni, originario di Copertino, che venne identificato e arrestato il 6 giugno.
Vantaggiato, commerciante di carburanti agricoli, ammise davanti ai magistrati la propria responsabilità; inizialmente disse di aver agito senza una vera ragione e raccontò anche il modo in cui aveva assemblato e costruito la bomba. Successivamente si appurò che il motivo del gesto era da ricercarsi in una truffa da 342.000 euro di cui era stata vittima l'azienda della moglie di Vantaggiato, per una partita di carburante non pagato. Per tale motivo Vantaggiato, peraltro già sotto accusa per tentato omicidio nei confronti del presunto truffatore, avrebbe escogitato un atto eclatante per far conoscere al mondo intero la truffa da lui subita.

## Processi
Nel processo di primo grado è emerso come Vantaggiato avesse maturato un profondo rancore verso lo Stato, aggravato dall'idea infondata del coinvolgimento di un maresciallo dei Carabinieri (il quale, una volta scagionato, provvide a denunciare Vantaggiato per calunnia) nella vicenda della truffa del mancato pagamento del carburante; ritenendo le istituzioni incapaci di assicurargli giustizia in alcuni processi dove era parte lesa, aveva deciso di vendicarsi colpendo una scuola. Vantaggiato è stato condannato all'ergastolo sia in primo grado che in appello, con sentenza passata in giudicato il 6 novembre 2014. Il processo ha poi riconosciuto la matrice terroristica dell'attentato.

## Influenze nella cultura di massa
L'attentato viene ricostruito in una puntata della serie RAI Commissari - Sulle tracce del male.
Vantaggiato è stato soprannominato "Unabomber del Salento" a causa dell'analogia delle sue azioni con quelle del bombarolo seriale mai identificato noto come Unabomber, resosi autore di almeno 31 attentati dinamitardi nelle regioni del Veneto e del Friuli-Venezia Giulia tra il 1993 ed il 2007.